# Bill Crawford-Compton
Pour les articles homonymes, voir Crawford et Compton.
William « Bill » Vernon Crawford-Compton (né le 2 mars 1915 à Invercargill et mort le 2 janvier 1988) est un aviateur néo-zélandais.
Il est l'un des as de la Royal Air Force pendant la Seconde Guerre mondiale avec au moins 20 victoires.